# Lijst van afleveringen van Bonanza
Dit is een lijst met afleveringen van de Amerikaanse televisieserie Bonanza. De serie telt 14 seizoenen. Een overzicht van alle afleveringen is hieronder te vinden.

## Seizoen 1
| Nr. | Titel aflevering               | Uitzenddatum VS   |
| --- | ------------------------------ | ----------------- |
| 1   | A Rose for Lotta               | 12 september 1959 |
| 2   | Death on Sun Mountain          | 19 september 1959 |
| 3   | The Newcomers                  | 26 september 1959 |
| 4   | The Paiute War                 | 3 oktober 1959    |
| 5   | Enter Mark Twain               | 10 oktober 1959   |
| 6   | The Julia Bulette Story        | 17 oktober 1959   |
| 7   | The Saga of Annie O'Toole      | 24 oktober 1959   |
| 8   | The Phillip Diedesheimer Story | 31 oktober 1959   |
| 9   | Mr. Henry Comstock             | 7 november 1959   |
| 10  | The Magnificent Adah           | 14 november 1959  |
| 11  | The Truckee Strip              | 21 november 1959  |
| 12  | The Hanging Posse              | 28 november 1959  |
| 13  | Vendetta                       | 5 december 1959   |
| 14  | The Sisters                    | 12 december 1959  |
| 15  | The Last Hunt                  | 29 december 1959  |
| 16  | El Toro Grande                 | 2 januari 1960    |
| 17  | The Outcast                    | 9 januari 1960    |
| 18  | A House Divided                | 16 januari 1960   |
| 19  | The Gunmen                     | 23 januari 1960   |
| 20  | The Fear Merchants             | 30 januari 1960   |
| 21  | The Spanish Grant              | 6 februari 1960   |
| 22  | Blood on the Land              | 13 februari 1960  |
| 23  | Desert Justice                 | 20 februari 1960  |
| 24  | The Stranger                   | 27 februari 1960  |
| 25  | Escape to Ponderosa            | 5 maart 1960      |
| 26  | The Avenger                    | 19 maart 1960     |
| 27  | The Last Trophy                | 26 maart 1960     |
| 28  | San Francisco Holiday          | 2 april 1960      |
| 29  | Bitter Water                   | 9 april 1960      |
| 30  | Feet of Clay                   | 16 april 1960     |
| 31  | Dark Star                      | 23 april 1960     |
| 32  | Death at Dawn                  | 30 april 1960     |

## Seizoen 2
| Nr. | Titel aflevering        | Uitzenddatum VS   |
| --- | ----------------------- | ----------------- |
| 1   | Showdown                | 10 september 1960 |
| 2   | The Mission             | 17 september 1960 |
| 3   | Badge Without Honor     | 24 september 1960 |
| 4   | The Mill                | 1 oktober 1960    |
| 5   | The Hopefuls            | 8 oktober 1960    |
| 6   | Denver McKee            | 15 oktober 1960   |
| 7   | Day of Reckoning        | 22 oktober 1960   |
| 8   | The Abduction           | 29 oktober 1960   |
| 9   | Breed of Violence       | 5 november 1960   |
| 10  | The Last Viking         | 12 november 1960  |
| 11  | The Trail Gang          | 26 november 1960  |
| 12  | The Savage              | 3 december 1960   |
| 13  | Silent Thunder          | 10 december 1960  |
| 14  | The Ape                 | 17 december 1960  |
| 15  | The Blood Line          | 31 december 1960  |
| 16  | The Courtship           | 7 januari 1961    |
| 17  | The Spitfire            | 14 januari 1961   |
| 18  | The Bride               | 21 januari 1961   |
| 19  | Bank Run                | 28 januari 1961   |
| 20  | The Fugitive            | 4 februari 1961   |
| 21  | Vengeance               | 11 februari 1961  |
| 22  | Tax Collector           | 18 februari 1961  |
| 23  | The Rescue              | 25 februari 1961  |
| 24  | The Dark Gate           | 4 maart 1961      |
| 25  | The Duke                | 11 maart 1961     |
| 26  | Cutthroat Junction      | 18 maart 1961     |
| 27  | The Gift                | 1 april 1961      |
| 28  | The Rival               | 15 april 1961     |
| 29  | The Infernal Machine    | 22 april 1961     |
| 30  | The Thunderhead Swindle | 29 april 1961     |
| 31  | The Secret              | 6 mei 1961        |
| 32  | The Dream Riders        | 20 mei 1961       |
| 33  | Elizabeth, My Love      | 27 mei 1961       |
| 34  | Sam Hill                | 3 juni 1961       |

## Seizoen 3
| Nr. | Titel aflevering                | Uitzenddatum VS   |
| --- | ------------------------------- | ----------------- |
| 1   | The Smiler                      | 24 september 1961 |
| 2   | Springtime                      | 1 oktober 1961    |
| 3   | The Honor of Cochise            | 8 oktober 1961    |
| 4   | The Lonely House                | 15 oktober 1961   |
| 5   | The Burma Rarity                | 21 oktober 1961   |
| 6   | Broken Ballad                   | 29 oktober 1961   |
| 7   | The Many Faces of Gideon Flinch | 5 november 1961   |
| 8   | The Friendship                  | 12 november 1961  |
| 9   | The Countess                    | 19 november 1961  |
| 10  | The Horse Breaker               | 26 november 1961  |
| 11  | Day of the Dragon               | 3 december 1961   |
| 12  | The Frenchman                   | 10 december 1961  |
| 13  | The Tin Badge                   | 17 december 1961  |
| 14  | Gabrielle                       | 24 december 1961  |
| 15  | Land Grab                       | 31 december 1961  |
| 16  | The Tall Stranger               | 7 januari 1962    |
| 17  | The Lady from Baltimore         | 14 januari 1962   |
| 18  | The Ride                        | 21 januari 1962   |
| 19  | The Storm                       | 28 januari 1962   |
| 20  | The Auld Sod                    | 4 februari 1962   |
| 21  | Gift of Water                   | 11 februari 1962  |
| 22  | The Jacknife                    | 18 februari 1962  |
| 23  | The Guilty                      | 25 februari 1962  |
| 24  | The Wooing of Abigail Jones     | 4 maart 1962      |
| 25  | The Lawmaker                    | 11 maart 1962     |
| 26  | Look to the Stars               | 18 maart 1962     |
| 27  | The Gamble                      | 1 april 1962      |
| 28  | The Crucible                    | 8 april 1962      |
| 29  | Inger, My Love                  | 15 april 1962     |
| 30  | Blessed Are They                | 22 april 1962     |
| 31  | The Dowry                       | 29 april 1962     |
| 32  | The Long Night                  | 6 mei 1962        |
| 33  | The Mountain Girl               | 13 mei 1962       |
| 34  | The Miracle Maker               | 20 mei 1962       |

## Seizoen 4
| Nr. | Titel aflevering           | Uitzenddatum VS   |
| --- | -------------------------- | ----------------- |
| 1   | The First Born             | 23 september 1962 |
| 2   | The Quest                  | 30 september 1962 |
| 3   | The Artist                 | 7 oktober 1962    |
| 4   | A Hot Day for a Hanging    | 14 oktober 1962   |
| 5   | The Deserter               | 21 oktober 1962   |
| 6   | The Way Station            | 28 oktober 1962   |
| 7   | The War Comes to Washoe    | 11 november 1962  |
| 8   | Knight Errant              | 18 november 1962  |
| 9   | The Beginning              | 25 november 1962  |
| 10  | The Deadly Ones            | 2 december 1962   |
| 11  | Gallagher's Sons           | 9 december 1962   |
| 12  | The Decision               | 16 december 1962  |
| 13  | The Good Samaritan         | 23 december 1962  |
| 14  | The Jury                   | 30 december 1962  |
| 15  | The Colonel                | 6 januari 1963    |
| 16  | Song in the Dark           | 13 januari 1963   |
| 17  | Elegy for a Hangman        | 20 januari 1963   |
| 18  | Half a Rogue               | 27 januari 1963   |
| 19  | The Last Haircut           | 3 februari 1963   |
| 20  | Marie, My Love             | 10 februari 1963  |
| 21  | The Hayburner              | 17 februari 1963  |
| 22  | The Actress                | 24 februari 1963  |
| 23  | A Stranger Passed This Way | 3 maart 1963      |
| 24  | The Way of Aaron           | 10 maart 1963     |
| 25  | A Woman Lost               | 17 maart 1963     |
| 26  | Any Friend of Walter's     | 24 maart 1963     |
| 27  | Mirror of a Man            | 31 maart 1963     |
| 28  | My Brother's Keeper        | 7 april 1963      |
| 29  | Five into the Wind         | 21 april 1963     |
| 30  | The Saga of Whizzer McGee  | 28 april 1963     |
| 31  | Thunder Man                | 5 mei 1963        |
| 32  | Rich Man, Poor Man         | 12 mei 1963       |
| 33  | The Boss                   | 19 mei 1963       |
| 34  | Little Man...Ten Feet Tall | 26 mei 1963       |

## Seizoen 5
| Nr. | Titel aflevering                   | Uitzenddatum VS   |
| --- | ---------------------------------- | ----------------- |
| 1   | She Walks in Beauty                | 22 september 1963 |
| 2   | A Passion for Justice              | 29 september 1963 |
| 3   | Rain from Heaven                   | 6 oktober 1963    |
| 4   | Twilight Town                      | 13 oktober 1963   |
| 5   | The Toy Soldier                    | 20 oktober 1963   |
| 6   | A Question of Strength             | 27 oktober 1963   |
| 7   | Calamity Over the Comstock         | 3 november 1963   |
| 8   | Journey Remembered                 | 10 november 1963  |
| 9   | The Quality of Mercy               | 17 november 1963  |
| 10  | The Waiting Game                   | 8 december 1963   |
| 11  | The Legacy                         | 15 december 1963  |
| 12  | Hoss and the Leprechauns           | 22 december 1963  |
| 13  | The Prime of Life                  | 29 december 1963  |
| 14  | The Lila Conrad Story              | 5 januari 1964    |
| 15  | Ponderosa Matador                  | 12 januari 1964   |
| 16  | My Son, My Son                     | 19 januari 1964   |
| 17  | Alias Joe Cartwright               | 26 januari 1964   |
| 18  | The Gentleman from New Orleans     | 2 februari 1964   |
| 19  | The Cheating Game                  | 9 februari 1964   |
| 20  | Bullet for a Bride                 | 16 februari 1964  |
| 21  | King of the Mountain               | 23 februari 1964  |
| 22  | Love Me Not                        | 1 maart 1964      |
| 23  | The Pure Truth                     | 8 maart 1964      |
| 24  | No Less a Man                      | 15 maart 1964     |
| 25  | Return to Honor                    | 22 maart 1964     |
| 26  | The Saga of Muley Jones            | 29 maart 1964     |
| 27  | The Roper                          | 5 april 1964      |
| 28  | A Pink Cloud Comes from Old Cathay | 12 april 1964     |
| 29  | The Companeros                     | 19 april 1964     |
| 30  | Enter Thomas Bowers                | 26 april 1964     |
| 31  | The Dark Past                      | 3 mei 1964        |
| 32  | The Pressure Game                  | 10 mei 1964       |
| 33  | Triangle                           | 17 mei 1964       |
| 34  | Walter and the Outlaws             | 24 mei 1964       |

## Seizoen 6
| Nr. | Titel aflevering              | Uitzenddatum VS   |
| --- | ----------------------------- | ----------------- |
| 1   | Invention of a Gunfighter     | 20 september 1964 |
| 2   | The Hostage                   | 27 september 1964 |
| 3   | The Wild One                  | 4 oktober 1964    |
| 4   | Thanks for Everything, Friend | 11 oktober 1964   |
| 5   | Logan's Treasure              | 18 oktober 1964   |
| 6   | The Scapegoat                 | 25 oktober 1964   |
| 7   | A Dime's Worth of Glory       | 1 november 1964   |
| 8   | Square Deal Sam               | 8 november 1964   |
| 9   | Between Heaven and Earth      | 15 november 1964  |
| 10  | Old Sheba                     | 22 november 1964  |
| 11  | A Man to Admire               | 6 december 1964   |
| 12  | The Underdog                  | 13 december 1964  |
| 13  | A Knight to Remember          | 20 december 1964  |
| 14  | The Saga of Squaw Charlie     | 27 december 1964  |
| 15  | The Flapjack Contest          | 3 januari 1965    |
| 16  | The Far, Far Better Thing     | 10 januari 1965   |
| 17  | Woman of Fire                 | 17 januari 1965   |
| 18  | The Ballerina                 | 24 januari 1965   |
| 19  | The Flannel-Mouth Gun         | 31 januari 1965   |
| 20  | The Ponderosa Birdman         | 7 februari 1965   |
| 21  | The Search                    | 14 februari 1965  |
| 22  | The Deadliest Game            | 21 februari 1965  |
| 23  | Once a Doctor                 | 28 februari 1965  |
| 24  | Right Is the Fourth R         | 7 maart 1965      |
| 25  | Hound Dog                     | 21 maart 1965     |
| 26  | The Trap                      | 28 maart 1965     |
| 27  | Dead and Gone                 | 4 april 1965      |
| 28  | A Good Night's Rest           | 11 april 1965     |
| 29  | To Own the World              | 18 april 1965     |
| 30  | Lothario Larkin               | 25 april 1965     |
| 31  | The Return                    | 2 mei 1965        |
| 32  | The Jonah                     | 9 mei 1965        |
| 33  | The Spotlight                 | 16 mei 1965       |
| 34  | Patchwork Man                 | 23 mei 1965       |

## Seizoen 7
| Nr. | Titel aflevering            | Uitzenddatum VS   |
| --- | --------------------------- | ----------------- |
| 1   | The Debt                    | 12 september 1965 |
| 2   | The Dilemma                 | 19 september 1965 |
| 3   | The Brass Box               | 26 september 1965 |
| 4   | The Other Son               | 3 oktober 1965    |
| 5   | The Lonely Runner           | 10 oktober 1965   |
| 6   | Devil on Her Shoulder       | 17 oktober 1965   |
| 7   | Found Child                 | 24 oktober 1965   |
| 8   | The Meredith Smith          | 31 oktober 1965   |
| 9   | Mighty Is the Word          | 7 november 1965   |
| 10  | The Strange One             | 14 november 1965  |
| 11  | The Reluctant Rebel         | 21 november 1965  |
| 12  | Five Sundowns to Sunup      | 5 december 1965   |
| 13  | A Natural Wizard            | 12 december 1965  |
| 14  | All Ye His Saints           | 19 december 1965  |
| 15  | A Dublin Lad                | 2 januari 1966    |
| 16  | To Kill a Buffalo           | 9 januari 1966    |
| 17  | Ride the Wind: Part 1       | 16 januari 1966   |
| 18  | Ride the Wind: Part 2       | 23 januari 1966   |
| 19  | Destiny's Child             | 30 januari 1966   |
| 20  | Peace Officer               | 6 februari 1966   |
| 21  | The Code                    | 13 februari 1966  |
| 22  | Three Brides for Hoss       | 20 februari 1966  |
| 23  | The Emperor Norton          | 27 februari 1966  |
| 24  | Her Brother's Keeper        | 6 maart 1966      |
| 25  | The Trouble with Jamie      | 20 maart 1966     |
| 26  | Shining in Spain            | 27 maart 1966     |
| 27  | The Genius                  | 3 april 1966      |
| 28  | The Unwritten Commandment   | 10 april 1966     |
| 29  | Big Shadows on the Land     | 17 april 1966     |
| 30  | The Fighters                | 24 april 1966     |
| 31  | Home from the Sea           | 1 mei 1966        |
| 32  | The Last Mission            | 8 mei 1966        |
| 33  | A Dollar's Worth of Trouble | 15 mei 1966       |

## Seizoen 8
| Nr. | Titel aflevering                  | Uitzenddatum VS   |
| --- | --------------------------------- | ----------------- |
| 1   | Something Hurt, Something Wild    | 11 september 1966 |
| 2   | Horse of a Different Hue          | 18 september 1966 |
| 3   | A Time to Step Down               | 25 september 1966 |
| 4   | The Pursued: Part 1               | 2 oktober 1966    |
| 5   | The Pursued: Part 2               | 9 oktober 1966    |
| 6   | To Bloom for Thee                 | 16 oktober 1966   |
| 7   | Credit for a Kill                 | 23 oktober 1966   |
| 8   | Four Sisters from Boston          | 30 oktober 1966   |
| 9   | Old Charlie                       | 6 november 1966   |
| 10  | Ballad of the Ponderosa           | 13 november 1966  |
| 11  | The Oath                          | 20 november 1966  |
| 12  | A Real Nice, Friendly Little Town | 27 november 1966  |
| 13  | The Bridegroom                    | 4 december 1966   |
| 14  | Tommy                             | 18 december 1966  |
| 15  | A Christmas Story                 | 25 december 1966  |
| 16  | Ponderosa Explosion               | 1 januari 1967    |
| 17  | Justice                           | 8 januari 1967    |
| 18  | A Bride for Buford                | 15 januari 1967   |
| 19  | Black Friday                      | 22 januari 1967   |
| 20  | The Unseen Wound                  | 29 januari 1967   |
| 21  | Journey to Terror                 | 5 februari 1967   |
| 22  | Amigo                             | 12 februari 1967  |
| 23  | A Woman in the House              | 19 februari 1967  |
| 24  | Judgment at Red Creek             | 26 februari 1967  |
| 25  | Joe Cartwright, Detective         | 5 maart 1967      |
| 26  | Dark Enough to See the Stars      | 12 maart 1967     |
| 27  | The Deed and the Dilemma          | 26 maart 1967     |
| 28  | The Prince                        | 2 april 1967      |
| 29  | The Man Without Land              | 9 april 1967      |
| 30  | Napoleon's Children               | 16 april 1967     |
| 31  | The Wormwood Cup                  | 23 april 1967     |
| 32  | Clarissa                          | 30 april 1967     |
| 33  | Maestro Hoss                      | 7 mei 1967        |
| 34  | The Greedy Ones                   | 14 mei 1967       |

## Seizoen 9
| Nr. | Titel aflevering           | Uitzenddatum VS   |
| --- | -------------------------- | ----------------- |
| 1   | Second Chance              | 17 september 1967 |
| 2   | Sense of Duty              | 24 september 1967 |
| 3   | The Conquistadors          | 1 oktober 1967    |
| 4   | Judgment at Olympus        | 8 oktober 1967    |
| 5   | Night of Reckoning         | 15 oktober 1967   |
| 6   | False Witness              | 22 oktober 1967   |
| 7   | The Gentle Ones            | 29 oktober 1967   |
| 8   | Desperate Passage          | 5 november 1967   |
| 9   | The Sure Thing             | 12 november 1967  |
| 10  | Showdown at Tahoe          | 19 november 1967  |
| 11  | Six Black Horses           | 26 november 1967  |
| 12  | Check Rein                 | 3 december 1967   |
| 13  | Justice Deferred           | 17 december 1967  |
| 14  | The Gold Detector          | 24 december 1967  |
| 15  | The Trackers               | 7 januari 1968    |
| 16  | A Girl Named George        | 14 januari 1968   |
| 17  | The Thirteenth Man         | 21 januari 1968   |
| 18  | The Burning Sky            | 28 januari 1968   |
| 19  | The Price of Salt          | 4 februari 1968   |
| 20  | Blood Tie                  | 18 februari 1968  |
| 21  | The Crime of Johnny Mule   | 25 februari 1968  |
| 22  | The Late Ben Cartwright    | 3 maart 1968      |
| 23  | Star Crossed               | 10 maart 1968     |
| 24  | Trouble Town               | 17 maart 1968     |
| 25  | Commitment at Angelus      | 7 april 1968      |
| 26  | A Dream to Dream           | 14 april 1968     |
| 27  | In Defense of Honor        | 28 april 1968     |
| 28  | To Die in Darkness         | 5 mei 1968        |
| 29  | The Bottle Fighter         | 12 mei 1968       |
| 30  | The Arrival of Eddie       | 19 mei 1968       |
| 31  | The Stronghold             | 26 mei 1968       |
| 32  | Pride of a Man             | 2 juni 1968       |
| 33  | A Severe Case of Matrimony | 7 juli 1968       |
| 34  | Stage Door Johnnies        | 28 juli 1968      |

## Seizoen 10
| Nr. | Titel aflevering                   | Uitzenddatum VS   |
| --- | ---------------------------------- | ----------------- |
| 1   | Different Pines, Same Wind         | 15 september 1968 |
| 2   | Child                              | 22 september 1968 |
| 3   | Salute to Yesterday                | 29 september 1968 |
| 4   | The Real People of Muddy Creek     | 6 oktober 1968    |
| 5   | The Passing of a King              | 13 oktober 1968   |
| 6   | The Last Vote                      | 20 oktober 1968   |
| 7   | Catch as Catch Can                 | 27 oktober 1968   |
| 8   | Little Girl Lost                   | 3 november 1968   |
| 9   | The Survivors                      | 10 november 1968  |
| 10  | The Sound of Drums                 | 17 november 1968  |
| 11  | Queen High                         | 24 november 1968  |
| 12  | Yonder Man                         | 1 december 1968   |
| 13  | Mark of Guilt                      | 15 december 1968  |
| 14  | A World Full of Cannibals          | 22 december 1968  |
| 15  | Sweet Annie Laurie                 | 5 januari 1969    |
| 16  | My Friend, My Enemy                | 12 januari 1969   |
| 17  | Mrs. Wharton and the Lesser Breeds | 19 januari 1969   |
| 18  | Erin                               | 26 januari 1969   |
| 19  | Company of Forgotten Men           | 2 februari 1969   |
| 20  | The Clarion                        | 9 februari 1969   |
| 21  | The Lady and the Mountain Lion     | 23 februari 1969  |
| 22  | Five Candles                       | 2 maart 1969      |
| 23  | The Wish                           | 9 maart 1969      |
| 24  | Deserter, the (II)                 | 16 maart 1969     |
| 25  | Emily                              | 23 maart 1969     |
| 26  | The Running Man                    | 30 maart 1969     |
| 27  | The Unwanted                       | 6 april 1969      |
| 28  | Speak No Evil                      | 20 april 1969     |
| 29  | The Fence                          | 27 april 1969     |
| 30  | A Ride in the Sun                  | 11 mei 1969       |

## Seizoen 11
| Nr. | Titel aflevering                  | Uitzenddatum VS   |
| --- | --------------------------------- | ----------------- |
| 1   | Another Windmill to Go            | 14 september 1969 |
| 2   | The Witness: Part 1               | 21 september 1969 |
| 3   | The Silence at Stillwater         | 28 september 1969 |
| 4   | A Lawman's Lot Is Not a Happy One | 5 oktober 1969    |
| 5   | Anatomy of a Lynching             | 12 oktober 1969   |
| 6   | To Stop a War                     | 19 oktober 1969   |
| 7   | The Medal                         | 26 oktober 1969   |
| 8   | The Stalker                       | 2 november 1969   |
| 9   | Meena                             | 9 november 1969   |
| 10  | A Darker Shadow                   | 23 november 1969  |
| 11  | Dead Wrong                        | 7 december 1969   |
| 12  | Old Friends                       | 14 december 1969  |
| 13  | Abner Willoughby's Return         | 21 december 1969  |
| 14  | It's a Small World                | 4 januari 1970    |
| 15  | Danger Road                       | 11 januari 1970   |
| 16  | The Big Jackpot                   | 18 januari 1970   |
| 17  | The Trouble with Amy              | 25 januari 1970   |
| 18  | The Lady and the Mark             | 1 februari 1970   |
| 19  | Is There Any Man Here?            | 8 februari 1970   |
| 20  | The Law and Billy Burgess         | 15 februari 1970  |
| 21  | Long Way to Ogden                 | 22 februari 1970  |
| 22  | Return Engagement                 | 1 maart 1970      |
| 23  | The Gold Mine                     | 8 maart 1970      |
| 24  | Decision at Los Robles            | 15 maart 1970     |
| 25  | Caution, Easter Bunny Crossing    | 29 maart 1970     |
| 26  | The Horse Traders                 | 5 april 1970      |
| 27  | What Are Pardners For?            | 12 april 1970     |
| 28  | A Matter of Circumstance          | 19 april 1970     |

## Seizoen 12
| Nr. | Titel aflevering              | Uitzenddatum VS   |
| --- | ----------------------------- | ----------------- |
| 1   | The Night Virginia City Died  | 13 september 1970 |
| 2   | A Matter of Faith             | 20 september 1970 |
| 3   | The Weary Willies             | 27 september 1970 |
| 4   | The Wagon                     | 5 oktober 1970    |
| 5   | The Power of Life and Death   | 11 oktober 1970   |
| 6   | Gideon the Good               | 18 oktober 1970   |
| 7   | The Trouble with Trouble      | 25 oktober 1970   |
| 8   | Thornton's Account            | 1 november 1970   |
| 9   | The Love Child                | 8 november 1970   |
| 10  | El Jefe                       | 15 november 1970  |
| 11  | The Luck of Pepper Shannon    | 22 november 1970  |
| 12  | The Impostors                 | 29 november 1970  |
| 13  | Honest John                   | 20 december 1970  |
| 14  | For a Young Lady              | 3 januari 1971    |
| 15  | A Single Pilgrim              | 10 januari 1971   |
| 16  | The Gold-Plated Rifle         | 17 januari 1971   |
| 17  | Top Hand                      | 24 januari 1971   |
| 18  | A Deck of Aces                | 31 januari 1971   |
| 19  | The Desperado                 | 7 februari 1971   |
| 20  | The Reluctant American        | 14 februari 1971  |
| 21  | Shadow of a Hero              | 21 februari 1971  |
| 22  | The Silent Killer             | 28 februari 1971  |
| 23  | Terror at 2:00                | 7 maart 1971      |
| 24  | The Stillness Within          | 14 maart 1971     |
| 25  | A Time to Die                 | 21 maart 1971     |
| 26  | Winter Kill                   | 28 maart 1971     |
| 27  | Kingdom of Fear               | 4 april 1971      |
| 28  | An Earthquake Called Callahan | 11 april 1971     |

## Seizoen 13
| Nr. | Titel aflevering                      | Uitzenddatum VS   |
| --- | ------------------------------------- | ----------------- |
| 1   | The Grand Swing                       | 19 september 1971 |
| 2   | Fallen Woman                          | 26 september 1971 |
| 3   | Bushwacked                            | 3 oktober 1971    |
| 4   | Rock-A-Bye Hoss                       | 10 oktober 1971   |
| 5   | The Prisoners                         | 17 oktober 1971   |
| 6   | Cassie                                | 24 oktober 1971   |
| 7   | Don't Cry, My Son                     | 31 oktober 1971   |
| 8   | Face of Fear                          | 7 november 1971   |
| 9   | Blind Hunch                           | 21 november 1971  |
| 10  | The Iron Butterfly                    | 28 november 1971  |
| 11  | The Rattlesnake Brigade               | 5 december 1971   |
| 12  | Easy Come, Easy Go                    | 12 december 1971  |
| 13  | A Home for Jamie                      | 19 december 1971  |
| 14  | Warbonnet                             | 26 december 1971  |
| 15  | The Lonely Man                        | 2 januari 1972    |
| 16  | Second Sight                          | 9 januari 1972    |
| 17  | The Saddle Stiff                      | 16 januari 1972   |
| 18  | Frenzy                                | 30 januari 1972   |
| 19  | The Customs of the Country            | 6 februari 1972   |
| 20  | Shanklin                              | 13 februari 1972  |
| 21  | Search in Limbo                       | 20 februari 1972  |
| 22  | He Was Only Seven                     | 5 maart 1972      |
| 23  | The Younger Brothers' Younger Brother | 12 maart 1972     |
| 24  | A Place to Hide                       | 19 maart 1972     |
| 25  | A Visit to Upright                    | 26 maart 1972     |
| 26  | One Ace Too Many                      | 2 april 1972      |

## Seizoen 14
| Nr. | Titel aflevering               | Uitzenddatum VS   |
| --- | ------------------------------ | ----------------- |
| 1   | Forever                        | 12 september 1972 |
| 2   | Heritage of Anger              | 19 september 1972 |
| 3   | The Initiation                 | 26 september 1972 |
| 4   | Riot                           | 3 oktober 1972    |
| 5   | New Man                        | 17 oktober 1972   |
| 6   | Ambush at Rio Lobo             | 24 oktober 1972   |
| 7   | The Twenty-Sixth Grave         | 31 oktober 1972   |
| 8   | Stallion                       | 14 november 1972  |
| 9   | The Hidden Enemy               | 28 november 1972  |
| 10  | The Sound of Sadness           | 5 december 1972   |
| 11  | The Bucket Dog                 | 19 december 1972  |
| 12  | First Love                     | 26 december 1972  |
| 13  | The Witness: Part 2            | 2 januari 1973    |
| 14  | The Marriage of Theodora Duffy | 9 januari 1973    |
| 15  | The Hunter                     | 16 januari 1973   |